# سام هايوود
سام هايوود (بالإنجليزية: Sam Haywood)‏ هو عازف بيانو أسترالي، ولد في 16 أبريل 1972 في بريزبان في أستراليا.

## وصلات خارجية
- سام هايوود على موقع ميوزك برينز (الإنجليزية)
- سام هايوود على موقع أول ميوزيك (الإنجليزية)
- سام هايوود على موقع ديسكوغز (الإنجليزية)